# Ібрагім Сангаре
Ібрагім Сангаре (фр. Ibrahim Sangaré, нар. 2 грудня 1997) — івуарійський футболіст, півзахисник англійського клубу «Ноттінгем Форест» і національної збірної Кот-д'Івуару.

## Клубна кар'єра
Народився 2 грудня 1997 року. Вихованець футбольної школи клубу «Денгеле».
2016 року був запршений до Франції, де розпочав професійну кар'єру в лавах «Тулузи». З 2018 року вже був гравцем основного складу тулузців.
28 вересня 2020 року уклав п'ятирічний контракт з нідерландським ПСВ Ейндговен.
1 вересня 2023 року перейшов у англійський клуб «Ноттінгем Форест» за 30 млн. фунтів.

## Виступи за збірні
2015 року залучався до складу молодіжної збірної Кот-д'Івуару. На молодіжному рівні зіграв у 5 офіційних матчах.
Того ж 2015 року дебютував в офіційних матчах у складі національної збірної Кот-д'Івуару.
У складі збірної був учасником Кубка африканських націй 2019 року в Єгипті, де виходив на поле у двох іграх, а його команда припинила боротьбу на стадії чвертьфіналів.
| Дата       | Місто          | Господарі            | Результат               | Гості             | Турнір                                        | Голи | Примітки |
| ---------- | -------------- | -------------------- | ----------------------- | ----------------- | --------------------------------------------- | ---- | -------- |
| 18-10-2015 | Кумасі         | Гана                 | 2 – 1                   | Кот-д'Івуар       | Чемпіонат африканських націй 2016             | 1    |          |
| 30-10-2015 | Абіджан        | Кот-д'Івуар          | 1 – 0                   | Гана              | Чемпіонат африканських націй 2016             | -    |          |
| 7-6-2019   | Булонь-сюр-Мер | Кот-д'Івуар          | 3 – 1                   | Коморські Острови | товариський матч                              | -    |          |
| 19-6-2019  | Абу-Дабі       | Замбія               | 1 – 4                   | Кот-д'Івуар       | товариський матч                              | -    | 70'      |
| 1-7-2019   | Каїр           | Намібія              | 1 – 4                   | Кот-д'Івуар       | Кубок африканських націй 2019 - груповий етап | -    | 80'      |
| 11-7-2019  | Суец           | Кот-д'Івуар          | 1 – 1 д.ч. (3 – 4 п.п.) | Алжир             | Кубок африканських націй 2019 - чвертьфінал   | -    | 78'      |
| 13-10-2019 | Ам'єн          | Кот-д'Івуар          | 3 – 1                   | ДР Конго          | товариський матч                              | -    | 84'      |
| 17-11-2020 | Антананаріву   | Мадагаскар           | 1 – 1                   | Кот-д'Івуар       | Відбір до Кубка африканських націй 2021       | -    |          |
| 26-3-2021  | Ніамей         | Нігер                | 0 – 3                   | Кот-д'Івуар       | Відбір до Кубка африканських націй 2021       | -    |          |
| 30-3-2021  | Абіджан        | Кот-д'Івуар          | 3 – 1                   | Ефіопія           | Відбір до Кубка африканських націй 2021       | -    |          |
| 5-6-2021   | Абіджан        | Кот-д'Івуар          | 2 – 1                   | Буркіна-Фасо      | товариський матч                              | 1    |          |
| 11-6-2021  | Кейп-Кост      | Гана                 | 0 – 0                   | Кот-д'Івуар       | товариський матч                              | -    | 90+3'    |
| 3-9-2021   | Мапуту         | Мозамбік             | 0 – 0                   | Кот-д'Івуар       | Відбір до ЧС 2022                             | -    |          |
| 6-9-2021   | Абіджан        | Кот-д'Івуар          | 2 – 1                   | Камерун           | Відбір до ЧС 2022                             | -    | 57'      |
| 8-10-2021  | Совето         | Малаві               | 0 – 3                   | Кот-д'Івуар       | Відбір до ЧС 2022                             | 1    |          |
| 11-10-2021 | Котону         | Кот-д'Івуар          | 2 – 1                   | Малаві            | Відбір до ЧС 2022                             | -    |          |
| 16-11-2021 | Яунде          | Камерун              | 1 – 0                   | Кот-д'Івуар       | Відбір до ЧС 2022                             | -    | 46'      |
| 12-1-2022  | Дуала          | Екваторіальна Гвінея | 0 – 1                   | Кот-д'Івуар       | Кубок африканських націй 2021 - груповий етап | -    | 31'      |
| 16-1-2022  | Дуала          | Кот-д'Івуар          | 2 – 2                   | Сьєрра-Леоне      | Кубок африканських націй 2021 - груповий етап | -    | 73'      |
| 20-1-2022  | Дуала          | Кот-д'Івуар          | 3 – 1                   | Алжир             | Кубок африканських націй 2021 - груповий етап | 1    | 69'      |
| 26-1-2022  | Дуала          | Кот-д'Івуар          | 0 – 0 д.ч. (4 – 5 п.п.) | Єгипет            | Кубок африканських націй 2021 - 1/8 фіналу    | -    |          |
| Усього     |                | Матчів               | 21                      |                   | Голів                                         | 4    |          |

## Титули і досягнення
- Володар Суперкубка Нідерландів (3):

ПСВ: 2021, 2022, 2023
- Володар Кубка Нідерландів (2):

ПСВ: 2021-22, 2022-23
Збірні
- Переможець Кубка африканських націй: 2024